# Telerig

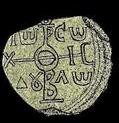
Telerigova pečeť

Telerig (bulharsky Телериг) byl bulharský chán vládnoucí v letech 768–777. Za jeho vlády došlo po vnitřních nepokojích a střídání bulharských chánů opět ke stabilizaci vlády. Využil míru s Byzancí, jenž byl uzavřen za vlády jeho předchůdce Pagana, a zasáhl proti příznivcům byzantské říše na svém dvoře. Lstí zjistil od byzantského císaře Konstantina V. jejich jména a poté je nechal popravit. Císař jeho chování bral jako osobní urážku a začal plánovat proti Bulharům vojenské tažení, uprostřed příprav ale roku 775 zemřel. Telerig se následně snažil dále upevnit svoji moc ve státě, což vyprovokovalo povstání bojarů, bulharské šlechty. V roce 777 byl nucen utéct do byzantského hlavního města Konstantinopole, kde byl přijat císařem Leonem IV., nechal se zde pokřtít a dostal za manželku císařovu příbuznou. Byzantský císař se ale v jeho prospěch nechtěl v bulharských záležitostech do budoucna angažovat.Telerig je pokřtěn a přijal jméno Theophylact. Od byzantského císaře Lva IV. mu byl udělen titul patricij.
Telerig si vzal Marii, sestřenici císařovny Irene Aténské.